# Dicyemodeca anthinocephalum
Dicyemodeca anthinocephalum är en djurart som tillhör fylumet rhombozoer, och som beskrevs av Furuya 1999. Dicyemodeca anthinocephalum ingår i släktet Dicyemodeca och familjen Dicyemidae. Inga underarter finns listade i Catalogue of Life.